# Хваршинский язык
Хварши́нский язык (также хварши́нско-инхоквари́нский; самоназвание — аᴴкьизас мыц) — один из малочисленных цезских языков нахско-дагестанской языковой семьи, язык хваршин. Распространён в Цумадинском районе на западе Дагестана, а также на равнине в Хасавюртовском и Кизилюртовском районах республики.
Ряд исследователей высказывает мнение, что инхокваринский диалект следует рассматривать как отдельный язык.
По переписи 2021 года, хваршинским языком владеют 2216 человек.
Язык бесписьменный. Используется в основном в быту. В качестве литературного языка хваршины используют аварский и русский языки, соответственно все носители билингвы.

## Генеалогическая и ареальная информация

Нахско-дагестанская языковая семья

Хваршинский язык относится к аваро-андо-цезской ветви, цезской подветви, западно-цезской группы нахско-дагестанской языковой семьи. Ближайшими генеалогическими родственниками хваршинского языка являются гинухский, инхокваринский и цезский, входящие с хваршинским в одну западно-цезскую группу.
Территориально, хваршинский язык, входя в нахско-дагестанскую языковую семью, является частью ареала автохтонных кавказских языков (картвельская, нахско-дагестанская и абхазо-адыгская языковые семьи).

## Социолингвистическая информация
Согласно статистике, в 1926 году языком пользовалось 1019 человек. В более поздних исследованиях носители хваршинского языка считались группой аварцев и во время переписей населения записывались в качестве таковых. По оценкам 1958 года существовало 1800 носителей языка, данные на 1967 год — более 1000.
Согласно Всероссийской переписи населения 2002 года, число людей, говорящих на хваршинском языке, составило 1872 человек. При этом хваршинскую национальность указало только 128 человек, из них 107 в Дагестане (это может объясняться тем, что большинство хваршей указало аварскую национальность).
На самом деле, точное число носителей определить очень сложно. По данным лингвиста Заиры Халиловой, проводившей полевые исследования в период с 2005 по 2009 год, носителями является примерно 8500 человек. Другие источники приводят гораздо меньшие цифры, например, на сайте Ethnologue приводится цифра в 1870 носителей. По данным последней переписи населения России, количество носителей насчитывает 3296 человек.

## Диалекты
Язык распадается на два основных диалекта и ряд говоров, заметно отличающихся друг от друга:
- Инхокваринский диалект (иногда рассматривается как отдельный язык, см. проблема «язык или диалект») — в среднем и нижнем течении реки Хварши.
  - Собственно инхокваринский говор — в селении Инхоквари.
  - Говор Хвайни — в верхнем течении Андийского Койсу — селение Хвайни.
  - Говор Квантлада-Сантлада — В селениях Квантлада и Сантлада.
- Хваршинский диалект (акьилхъо). В верхнем течении реки Хварши. Селение Хварши (Гъонгьо).

## Лингвистические черты

### Фонетика и фонология
Фонетические особенности хваршинского языка:
- частичное восстановление противопоставления согласных по признаку силы;
- отражение працезского *ə как а;
- развитие працезского *ы в е;
- изменение назализованных о̃ и е̃ в у̃ и и̃;
- отсутствие фарингализации и непоследовательная назализация согласных.

### Типологическая характеристика

#### Тип (степень свободы) выражения грамматических значений[6]
В хваршинском языке преобладает синтетический тип выражения грамматических значений, хотя также встречаются аналитические конструкции. Так, например, существуют как синтетические, так и аналитические формы выражения времени.
В хваршинском огромное количество аналитических форм глагола, но определить объем аналитической парадигмы пока невозможно — вспомогательные глаголы иногда трудно отличить от знаменательных полуграмматикализованных.Я. Г. Тестелец, https://iling-ran.ru/web/ru/scipop/blog/1908_testelets
Синтетические времена — это прошедшее свидетельское, прошедшее несвидетельское, настоящее простое (может быть использовано для образования форм будущего времени), общее (употребляется для описания событий, которые происходят достаточно регулярно или являются очень типичными. Другое значение общего времени — это указание на событие, которое произошло в прошлом во время повествования, сходно с историческим настоящим в английском или русском языках) и общее будущее.
Аналитические времена — это результатив, плюсквамперфект, настоящее продолженное, хабитуалис и другие.
Синтетическая конструкция в простом настоящем времени:
do c’oxu-n y-eč-un, hed y-onk’-še λin
1SG.ABS немного-CONJ II-быть-PFV.CVB потом II-идти-PRS QUOT
iλ-in γiná.
говорить-PST.UW женщина. OBL.ERG
«„Я останусь на чуть-чуть, а потом уйду“ — сказала женщина».
Синтетическая конструкция в прошедшем свидетельском времени:
kand-i obut’u-l os tiλ-i.
девочка. OBL-ERG отец. OBL-LAT деньги давать-PST.W
«Девочка дала деньги отцу»
Синтетическая конструкция в прошедшем несвидетельском времени:
isx-in obu-t’-i q’ʕwene-iλλo kandu-qo.
спрашивать-PST.UW отец-OBL-ERG два-ORD.OBL девочка. OBL-CONT
«Отец спросил вторую девочку»
Аналитическая конструкция в настоящем продолженном времени:
íljo b-odo-še goli.
1PL.ABS HPL-работать-PRS быть. PRS
«Мы работаем (прямо сейчас)»
Аналитическая конструкция в хабитуалисе:
q’alá γʕe xuλ-še y-ēč.
дети. OBL.ERG молоко(V) пить-IPFV.CVB V-быть. GNT
«Дети обычно пьют молоко»
Аналитическая конструкция в несвидетельском предпрошедшем:
išu y-ot’uq’-šehol kand-i bataxu išan-un y-eč-i
мать(II) II-прийти-POSTR девочка. OBL-ERG хлеб(V) жарить-PFV.CVB V-be-PST.W
«Девочка пожарила хлеб до того, как пришла мать»

#### Характер границы между морфемами[6]
Хваршинский язык — преимущественно агглютинативный язык, встречается фузия.
Есть чистая агглютинация, когда одно грамматическое значение выражается одной морфемой. Например:
- ʕurusa-b-že-s-da
  - Русский-HPL-OBL-GEN1-PART
- žik’o-s
  - Мужчина-GEN1
- xan-łi-s
  - Хан-NMLZ-GEN1

Иногда наблюдается флективное выражение грамматических значений. Так, например, хваршинский имеет категорию эвиденциальности (засвидетельствованности) и различает четыре эвиденциальные формы:
1. засвидетельствованное,
2. незасвидетельтствованное,
3. то, о чём был сделан вывод
4. и то, о чём было сообщено.

Они объединены с системой времён и выражаются с ними в пределах одной морфемы.
Прошедшее засвидетельствованное имеет суффикс -i, прошедшее незасвидетельствованное имеет суффикс -un; прошедшее засвидетельствованное отрицательное имеет суффикс -bi, прошедшее незасвидетельствованное отрицательное имеет суффикс -unay.
Таким образом, можно отметить наличие в хваршинском языке семантической фузии, в то время как формальная фузия не наблюдается, границы между морфемами видны чётко.
Прошедшее свидетельское:
- y-eč-i
  - II-быть-PST.W

Прошедшее несвидетельское:
- isx-in
  - спрашивать-PST.UW

Встречается также и фузия в морфемах, обозначающих падеж + число:
- kandaba
  - девочка.PL.ABS
- hunnza-ł
  - гора.PL.OBL-INTER
- žik’ozaj
  - мужчина.PL.OBL.ERG

#### Локус маркирования в посессивной именной группе[6]
Различия между отчуждаемой и неотчуждаемой посессивностью не существует. В обоих случаях используется родительный падеж.
В посессивной именной группе наблюдается зависимостное маркирование, показатель присоединяется к обладателю:
- obu-t’-Is tubi

отец-OBL-GEN1 оружие
«Оружие отца»
- lok’o išet’Is

сердце мать.GEN1
«Сердце матери»
- IstI-lo ezol

брат/сестра. OBL-GEN2 глаз
«Глаз брата»

#### Локус маркирования в предикации[6]
В предикации наблюдается зависимостный тип маркирования, то есть агенс переходного глагола маркируется эргативом, пациенс ставится в абсолютив, который не имеет морфологического выражения. Глагол лишь согласуется с дополнением в классе и имеет показатель времени.
- can-a box l-ac’-i.

коза-OBL.ERG трава(IV) IV-есть-PST.W
«Коза съела траву»
- qʕe-y-i qʕwelj y-xʕuxʕ-i.

кролик-EP-ERG кора(II) II-грызть-PST.W
«Кролик грыз кору»
- obu-t’-i lido b-it’-x-i.

отец-OBL-ERG дрова(III) III-разделять-CAUS-PST.W
«Отец рубил дрова»

#### Типролевой кодировки[6]

Эргативная конструкция — непереходный субъект и переходный объект кодируются одинаково. A = агенс переходного глагола;
O = объект переходного глагола (также обозначается как P для пациенса);S = субъект непереходного глагола.

Тип ролевой кодировки в хваршинском языке — эргативный.
Абсолютивный падеж используется для обозначения как подлежащего непереходного глагола (1, 2, 3), так и пациенса переходного глагола (4). Он не маркирован, то есть не имеет показателя.
- m-ok’-un zor boc’-γo-l.

III-идти-PST.UW лиса(III).ABS волк. OBL-APUD-LAT
«Лиса пошла за волком»
- uže išet’lo liλ’e λis-i.

мальчик.ABS мать. GEN2 в.рука спать-PST.W
«Мальчик уснул на руках у матери»
- b-eč-in hos biskina-b uže-n obu-n.

HPL-быть-PST.UW один бедный-HPL мальчик(I).ABS-CONJ папа(I).ABS-CONJ
«(Тут) жил один бедный мальчик и отец (с отцом)»
- išet’-i bušne b-i-še goli.

мать. OBL-ERG хлеб(III).ABS III-делать-PRS быть. PRS
«Мать делает (печёт) хлеб»
Эргативный падеж используется для обозначения агенса в случаях с переходным глаголом:
- isx-in hobože xan-i zzuqo židułi

спрашивать-PST.UW сейчас хан-ERG который. PL(P).CONT который. PL(D).INTER
heč'č'e hunar gollu žik’o hibo-k goli λin.
самый подвиг быть. PRS.PTCP человек что-QUES быть. PRS QUOT
«Хан спрашивал, который из них самый подходящий для (совершения) подвига»
- qʕe-y-i γon-o-s qʕwelj y-xʕuxʕ-i.

кролик-EP-ERG дерево-OBL-GEN1 кора(II) II-грызть-PST.W
«Кролик грыз кору дерева»

#### Порядок слов[6]
В хваршинском обычным порядком слов является порядок «подлежащее—дополнение—сказуемое».
Двуместные сказуемые имеют один из аргументов в абсолютиве и агентивный аргумент в эргативе. Абсолютив остаётся невыраженным.
- can-a box l-ac’-i.

коза-OBL.ERG трава(IV) IV-есть-PST.W
«Коза съела траву».’
- qʕe-y-i qʕwelj y-xʕuxʕ-i.

кролик-EP-ERG кора(II) II-грызть-PST.W
«Кролик грыз кору»
- obu-t’-i lido b-it’-x-i.

отец-OBL-ERG дрова(III) III-разделять-CAUS-PST.W
«Отец рубил дрова»